# Kjell Eugenio Laugerud García

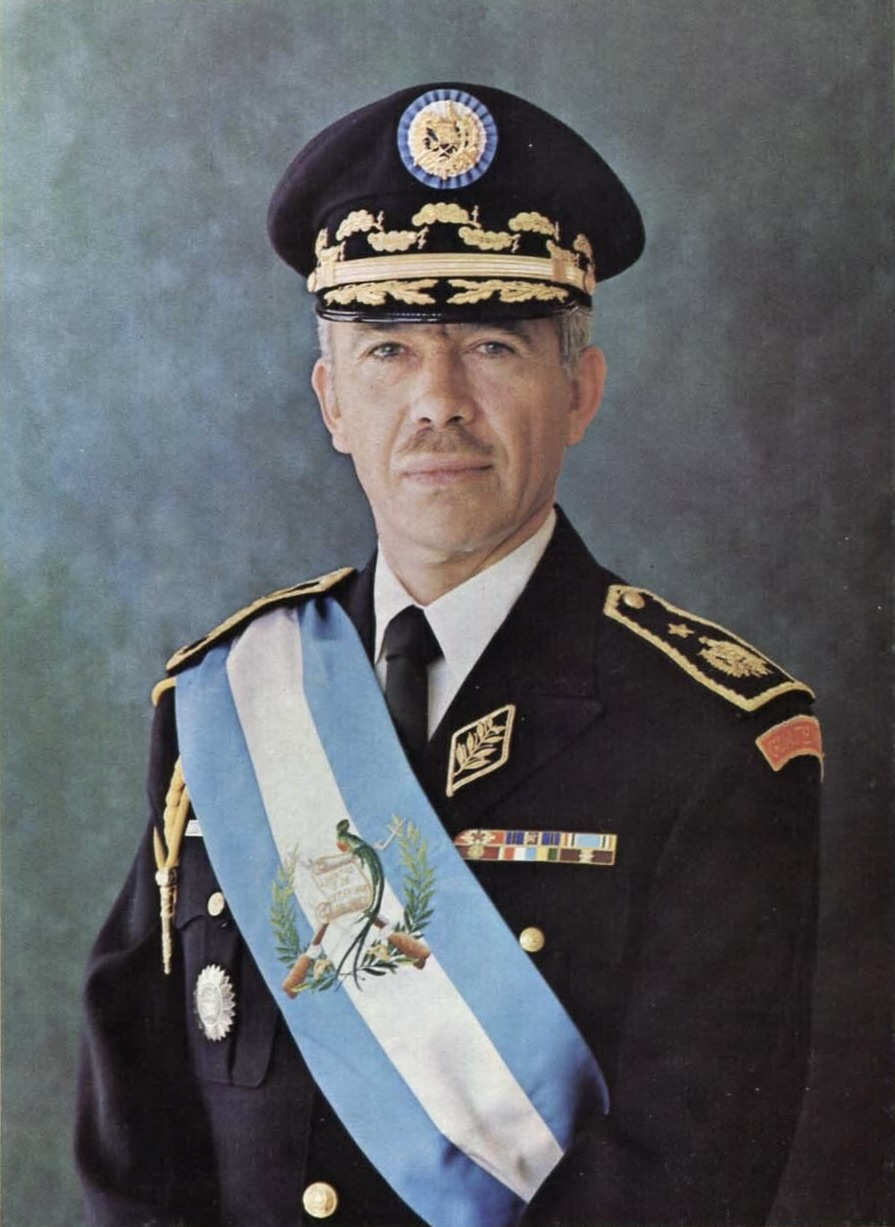
Offizielles Porträt

Kjell Eugenio Laugerud García (* 24. Januar 1930 in Guatemala-Stadt; † 9. Dezember 2009 ebenda) war ein guatemaltekischer General und Präsident von 1974 bis 1978.

## Leben
Laugerud war Sohn eines Norwegers und einer Guatemaltekin.

### Militärische Laufbahn
Nach dem Besuch der Militärakademie (Escuela Politécnica), deren Superintendent er 1965 wurde, erfolgte die Ernennung zum Militärattaché in den USA. Später stieg Laugerud García während der Amtszeit von Präsident Carlos Arana Osorio (1970–1974) zum Leiter des Generalstabes und Verteidigungsminister auf.

### Präsidentschaft 1974–1978
Laugerud Garcías Wahl zum Präsidenten im März 1974 wurde überschattet von Gewalt und Betrugsvorwürfen. Am 1. Juli 1974 löste er Arana Osorio als Präsident ab. Er war wie dieser Kandidat der Rechtskoalition aus Movimiento de Liberacíon Nacional (MLN) und Partido Institucional Democrático (PID). Während seiner Präsidentschaft kündigte er ein Programm wirtschaftlicher Sparmaßnahmen an, behielt jedoch viele Minister der Vorgängerregierung.
Nach einem verheerenden Erdbeben am 4. Februar 1976 nahm er Kredite der Interamerikanischen Entwicklungsbank, der Weltbank und der Deutschen Investitions- und Entwicklungsgesellschaft für den Wiederaufbau von Straßen, Krankenhäusern und Elektrizitätsleitungen sowie zur Förderung der Fischerei und verarbeitenden Industrie auf. Anschließend leitete er die Verteilung der Lieferungen und der erwarteten Aufträge. Das Unglück brachte jedoch nur eine vorübergehende Einigkeit. Die politischen Unruhen, die Laugerud Garcías Wahl begleitet hatten, begannen während der verbleibenden Amtszeit erneut zu wachsen. 
Der von ihm verstärkt erhobene „Anspruch“ Guatemalas auf den Nachbarstaat Belize scheiterte am internationalen Widerstand. Aus diesem Grund brach er 1977 die diplomatischen Beziehungen mit Panama ab. Amnesty International verurteilte die Drohungen und Morde des Movimiento de Acción Nacionalista Organizado (MANO), einer unter dem Symbol der weißen Hand auftretenden Todesschwadron mit Kontakten zum IV. Korps der Policía Nacional, und auch Laugerud Garcías stillschweigende Duldung des Staatsterrorismus.

### Entlassung aus der Armee
1983 wurde er zusammen mit drei weiteren Expräsidenten zum Verlassen der Armee gezwungen.

## Regierungskabinett
- Stellvertreter: Mario Sandoval Alarcón
- Außenminister: Adolfo Molina Orantes, starb am 31. Januar 1980 beim Massaker in der spanischen Botschaft.
- Regierungsminister (Ministro de Gobernación) ab 1976: Donaldo Álvarez Ruiz